# Szenegál világörökségi helyszínei
Szenegál területéről eddig hét helyszín került fel a világörökségi listára, nyolc helyszín a javaslati listán várakozik a felvételre.
| | Gorée szigete |
| 1978 |               |
| Kulturális (VI) |               |
| Hivatkozás: 26 |               |
| Gorée mindössze 35 hektáros sziget a Dakartól délre fekvő öbölben. A 15. és a 19. század között portugál, holland, brit, és francia gyarmat is volt. Itt volt az afrikai partok legnagyobb rabszolgakereskedő központja, a feltételezések szerint 300 év alatt húszmillió rabszolgát hajóztak át innen Amerikába. Lakosságában a kezdetektől kevert vérű családok (a betelepülő európaiak és az előkelőbb szigetlakók utódai, a „signaresek” dominálnak. Építészetét a rabszolganegyedek és a kereskedők elegáns házainak ellentéte határozza meg. Ők a 18. századra sajátos építészeti stílust fejlesztettek ki: kétszintes palotáik felső szintjén ők maguk laktak, az alsó szinten pedig a rabszolgák. A felső szintre jellemzően külső lépcső vezetett fel. A sziget jelenleg az emberi kizsákmányolás emlékhelye; az újkori rabszolgaságra három múzeum, egy fennmaradt rabszolgaház, a franciák által épített kormányzói palota és az erőd emlékeztet. |               |

| | Djoudj Nemzeti Madárrezervátum |
| 1981 |                                |
| Természeti (VII)(X) |                                |
| Védett terület: 16 000 ha, hivatkozás: 25 |                                |
| A Szenegál folyó deltatorkolatában, a Gorom mellékfolyó és a főfolyam között, a mauritániai határ mentén fekvő madárrezervátum egy 160 négyzetkilométer kiterjedésű terület, ahol patakok, csatornák, holtágak és kiterjedt lápvidékek veszik körbe a Djoudj-tavat. A rezervátum az őshonos fajokon kívül számos európai és ázsiai költöző madárnak ad menedéket, a száraz évszakban a területet másfél millió madár népesíti be. Vándorlásuk során itt jutnak először friss vízhez, miután átrepültek a Szahara felett. Itt található Nyugat-Afrika legnagyobb pelikánkolóniája is, létszáma meghaladja a tízezer egyedet. A törékeny egyensúlyú menedékhelyen páratlan madárkolónia, többek között flamingók, kormoránok, darvak, kanalasgémek, arab túzokok fészkelnek. A madarakon kívül teknősök, krokodilok, varacskos disznók, sakálok, gazellák is élnek a területen. |                                |

| | Niokolo-Koba Nemzeti Park |
| 1981 |                           |
| A veszélyeztetett világörökségi helyszínek listájára került: 2007 |                           |
| Természeti (X) |                           |
| Védett terület: 913 000 ha, hivatkozás: 153 |                           |
| A nemzeti park, Nyugat-Afrika egyik legnagyobb természetvédelmi területe egy tízezer négyzetkilométeres területen fekszik, és átmenetet képez a száraz szavanna és Guinea mocsári erdőségei között. Dél felől a Gambia folyó felső szakasza határolja, amelynek két oldalán hatalmas kiterjedésű bokros és erdős vidékek terülnek el. A park északi irányban benyúlik Kelet-Szenegál száraz szavannájába. A parkban jól megfigyelhetők a szavannai ökoszisztéma működésének legfontosabb jellegzetességei. Az esős évszakban nagy kiterjedésű területek válnak lápvidékké. A változatos táj gazdag állatvilágnak ad otthont. Az itt élő több mint hetven emlősfaj között megtalálható a víziló, az elefánt, a zsiráf, a kafferbivaly, a gazella, a leopárd, az oroszlán, a gepárd, a sakál, és a hiéna, valamint a veszélyeztetett jávorantilop, a világ legnagyobb antilopfajtája. A madárfajok száma meghaladja a háromszázat, ezen kívül húsz kétéltű és számtalan gerinctelen faj él a területen. Egy tervezett vízerőmű és orvvadászat miatt 2007-ben a helyszín felkerült a Veszélyeztetett világörökségi helyszínek listájára. |                           |

| | Saint Louis szigete |
| 2000, kisebb módosítás: 2007 |                     |
| Kulturális (II)(IV) |                     |
| Hivatkozás: 956 |                     |
| Saint-Louis városát 1659-ben alapították francia gyarmatosítók a Szenegál folyó torkolatánál fekvő azonos nevű szigeten. A szárazfölddel és egy elnyúló földnyelvvel hidak kötik össze. Ez a település volt az egyik első francia kereskedelmi állomás Nyugat-Afrikában. A rabszolga kereskedelem jelentőségének növekedésekor lakossága körülbelül 10 000 fő volt, de csak a 19. században fejlődött valódi várossá. Jelenlegi formáját 1848-tól nyerte el, amikor a rabszolgaság eltörlése után egy soknemzetiségű társadalom jött létre a szigeten. 1872 és 1957 között Szenegál fővárosaként fontos kulturális és gazdasági szerepet töltött be Nyugat-Afrika életében. A 2,5 kilométer hosszú szigeten fekvő város alaprajza szabályos, első gyarmati épületeit jellegzetes faerkélyekkel a 18. században emelték. 1957 után a francia helyőrség elhagyta a szigetet és a francia lakosság száma is drasztikusan lecsökkent. Lakói jelenleg halászattal és földműveléssel foglalkoznak, valamint egyre jelentősebbek a turizmusból származó bevételek is. A hely fontosabb épületei közé tartozik a sziget közepén álló erőd, ami jelenleg kormányzói palota, és a székesegyház, mindkettő a 19. századból. |                     |

| | Szenegambiai kőkörök |
| Gambia és Szenegál közös világörökségi helyszíne |                      |
| 2006 |                      |
| Kulturális (I)(III) |                      |
| Védett terület: 9,9 ha, puffer zóna: 110 ha, hivatkozás: 1226 |                      |
| A Gambia folyó mentén a mai Gambia és Szenegál területén több mint ezer megalitikus építmény, kőkör és sírdomb található, melynek keletkezési időpontját az i. e. 3. és az i. sz. 16. század közé teszik. Így ez a szertartási tájépítészet több mint ezerötszáz évig tartott és egy igen termékeny, kreatív kultúrához tartozhatott. A világörökségi helyszín 93 kőkörből, valamint számos sírdombból áll. A kőkörök minden esetben a halomsírok közelében állnak, melyek közül többet már feltártak. A műemlékek négy csoportba tartoznak, ezek a Sine Ngayéne, Wanar, Wassu és a Kerbatch. A felhasznált építőanyag a jelentős mennyiségű bauxitot tartalmazó laterit. A köveket vaseszközökkel fejtették ki a környékbeli bányákból. A köröket alkotó átlagosan két méter magas oszlopok henger vagy sokszög alapúak, a legnehezebb oszlopok súlya eléri a hét tonnát. A kőkörök átlagosan 4-8 méter átmérőjűek és 8-14 oszlopból állnak. Feltételezhető, hogy a kőkörök és a közelükben lévő halomsírok szoros kapcsolatban állnak egymással, de a közvetlen kapcsolatot eddig még nem sikerült bizonyítani. |                      |

| | Saloum-delta |
| 2011 |              |
| Kulturális (III)(IV)(V) |              |
| Védett terület:145 811 ha, puffer zóna: 78 842 ha, hivatkozás: 1359 |              |
| A három folyó által közrefogott ötezer négyzetkilométeres természetvédelmi terület több mint kétszáz szigetből, mangrove mocsarakból, óceáni partszakaszokból és erdőkből áll. Az itt élő emberek fő táplálékforrása a halászat és a kagylógyűjtés volt. A helyszín jellegzetessége az a 218 gyakran több száz méter hosszú alacsony, kagylóhéjakból álló, ember alkotta domb, amelyek az évezredek során eldobált üres héjakból alakult ki. Egy részükön növények telepedtek meg, így aktívan hozzájárulnak a deltavidék talajának stabilitásához. Közülük huszonnyolcat temetkezési helynek is használtak, itt a kutatások során sírmellékleteket tártak fel, amelyek segítettek jobban megismerni a nyugat-afrikai parti népek kultúráját. Bár néhány domb állapota leromlott a túlnyomó többségük majdnem érintetlen de sérülékeny. Megóvásuk érdekében a környéken korlátozták a halászatot és a kagylógyűjtést. |              |

| | Bassari kultúrtáj: bassari, bedik, koniagui, bapen kulturális hagyományok |
| 2012 |                                                                           |
| Kulturális (III)(IV)(VI) |                                                                           |
| Védett terület: 50 309 ha, puffer zóna: 240 756 ha, hivatkozás: 1407 |                                                                           |
| Az ország délkeleti részén Mali és Guinea határához közel fekvő kultúrtáj három, egymástól jól elkülönülő részre oszlik, ezek a Bassari-Salémata, a Bendik-Bandafassi és a Fula-Dindéfello. Földrajzilag a terület északi részére az alluviális síkságok jellemzőek, míg a délire a hegyvidék. A bassai, fula és bendik népcsoportok a 11. és a 19. század között éltek a mai is látható falvakban. Ezen a nehezen megközelíthető vidéken életmódjuk és kultúrájuk a lehető legjobban alkalmazkodott természeti környezetükhöz. Jelenleg a térség lakosai igyekeznek termőföldjeikhez közel lakni, korábbi, védelmi és ellenőrzési célból a fennsíkok tetejére épített falvaikat már csak rituális célokból vagy fesztiválok idején keresik fel. Az itt lakók megélhetését a rizstermesztés és a teraszos földművelés biztosítja. A teraszok és rizsföldek elszórt kis falvakkal, tanyákkal és régészeti helyszínekkel együtt alkotják Bassari kultúrtájat. A térségre általában jellemző volt, hogy a szalmatetővel borított kunyhóikat egy központi tér köré csoportosították. A helyi lakosok kultúráját és vallási életét a mai napig meghatározza földművelő-állattenyésztő életformájuk. |                                                                           |

## Javasolt helyszínek
| Név                                                                  | Kép | Típus      | Kritérium | Év   | Hiv. |
| -------------------------------------------------------------------- | --- | ---------- | --------- | ---- | ---- |
| Alsó-Casamance falusi építészete: A Bandia királyság impluvium-házai |     | kulturális | -         | 2005 |      |
| A légiposta szenegáli emlékei                                        |     | kulturális | -         | 2005 |      |
| Carabane-sziget                                                      |     | kulturális | -         | 2005 |      |
| Rózsaszínű tó                                                        |     | vegyes     | -         | 2005 |      |
| A régi Rufisque                                                      |     | kulturális | -         | 2005 |      |
| A Szenegál folyó lépcsői                                             |     | kulturális | -         | 2005 |      |
| Cekeen halomsírjai                                                   |     | kulturális | -         | 2005 |      |
| Madeleine-szigetek Nemzeti Park                                      |     | vegyes     | -         | 2005 |      |